# All 4 Love
Az All 4 Love egy magyar könnyűzenei együttes.
Az RTL Klub kereskedelmi televíziós csatorna Üstökös tehetségkutató műsor győztesei, Claire, MC Lovely, Sofie és Vivien, 2001 novemberében az együttest alakítottak. 2002-ben Valentin napon jelentették meg első debütáló videóklipjüket és maxilemezüket, az Ölelj átot, amelynek zeneszerzője, dalszövegírója és producere Kozso volt. 2002 tavaszán jelent meg debütáló nagylemezük, az All 4 Love. Az albumról kimásolt második kislemeze a Te Quiero lett.

## Album
- 2002 – All 4 Love (Warner-Magneoton)